# Anthology (Dio-album)
Az Anthology az amerikai Dio heavy metal zenekar második válogatásalbuma.
Az albumra a Holy Diver, a The Last in Line, a Sacred Heart, az Intermission és a Dream Evil lemezekről válogatták a számokat.

## Az album dalai
|     | Cím                         | Szerző(k)                                      | Hossz |
| --- | --------------------------- | ---------------------------------------------- | ----- |
| 1.  | Holy Diver                  | Ronnie James Dio                               | 5:52  |
| 2.  | Rainbow in the Dark         | Vinny Appice, Jimmy Bain, Vivian Campbell, Dio | 4:14  |
| 3.  | Stand Up and Shout          | Bain, Dio                                      | 3:18  |
| 4.  | Straight Through the Heart  | Bain, Dio                                      | 4:34  |
| 5.  | The Last in Line            | Bain, Campbell, Dio                            | 5:47  |
| 6.  | One Night in the City       | Appice, Bain, Campbell, Dio                    | 5:16  |
| 7.  | We Rock                     | Dio                                            | 4:36  |
| 8.  | Egypt (The Chains Are On)   | Appice, Bain, Campbell, Dio                    | 6:58  |
| 9.  | Shoot Shoot                 | Appice, Bain, Campbell, Dio                    | 4:17  |
| 10. | Time to Burn                | Appice, Bain, Dio, Craig Goldy, Claude Schnell | 4:26  |
| 11. | All the Fools Sailed Away   | Dio, Goldy                                     | 7:13  |
| 12. | I Could Have Been a Dreamer | Dio, Goldy                                     | 4:46  |
| 13. | Sunset Superman             | Appice, Bain, Dio, Goldy, Schnell              | 5:46  |
| 14. | Shame on the Night          | Appice, Bain, Campbell, Dio                    | 5:19  |

## Közreműködők
- Ronnie James Dio – ének, billentyűk
- Vivian Campbell – gitár (1–9, 14)
- Craig Goldy – gitár (10–13)
- Jimmy Bain – basszusgitár
- Claude Schnell – billentyűk (5–14)
- Vinny Appice – dob

## Külső hivatkozások
- Encyclopaedia Metallum
- Heavy Harmonies